# Emmanuel Fleury
Emmanuel Fleury, né le 18 juin 1900 à Orches (Vienne) et mort le 14 mars 1970 à Paris 14e, est une personnalité du Syndicalisme français des PTT, de la Résistance parisienne et du Parti communiste français. 
Il eut un rôle essentiel en août 1944, dans la conduite de la grève des postiers parisiens, qui accompagna la Libération de la Capitale. Facteur des Postes, il fut conseiller municipal de Paris de 1936 à 1965. De 1961 à sa mort, succédant à Henri Gourdeaux il fut Président de la Fédération nationale des travailleurs des PTT - CGT. Ce titre honorifique marquait la notoriété du syndicaliste.

## Biographie
Entré aux PTT comme facteur en 1923, il est nommé au bureau de Poste central du 20e arrondissement de Paris. Il y reste toute sa carrière, quand il n'était pas révoqué ou sanctionné. De même, élu communiste du populaire quartier Saint-Fargeau en 1936, il devient une figure du Conseil municipal de Paris.
Il adhère de la SFIO en 1919 et fait partie de la majorité qui fonde l'année suivante le Parti communiste français.
Il milite au syndicat des PTT. Il est révoqué en 1929 pour avoir été un des meneurs d'une grève de facteurs parisiens. Il n'est réintégré dans l'administration qu'en 1936. À la fédération postale de la CGTU, il est membre du secrétariat national à partir de 1930. Lors de la réunification en 1935-1936, il est élu à la tête du Syndicat parisien de sa catégorie administrative, les employés, c’est-à-dire les facteurs et les chargeurs des gares.
Résistant au sein du mouvement Libération nationale PTT, il négocie à titre syndical une éventuelle réunification clandestine de la Fédération postale, éclatée après le ralliement à la Collaboration de plusieurs de ses anciens dirigeants. Il rencontre en 1943 l'ancien postier confédéré Léon Digat et fait paraître le journal La Fédération postale.
Avec Fernand Piccot, il dirige la grève des postiers parisiens en août 1944. Il se heurte durement aux anciens syndicalistes confédérés des PTT, partisans de la trêve des combats.
En tant que membre de la Commission centrale d'épuration des PTT, il fait preuve d'inflexibilité envers ceux qu'il juge avoir fait le jeu de Pétain. En cela, il ne contribue pas à l'apaisement des tensions qui ont cours dans le syndicalisme des PTT entre 1944 et 1947.
Retrouvant son siège au conseil municipal de Paris en 1945, il est pendant vingt ans le porte-parole communiste des arrondissements de l'Est parisien. Il siège au Conseil général de la Seine.
Amateur de l'histoire du Paris populaire, il participe activement à l'association des amis de la Commune de Paris.
Il est enterré au cimetière parisien d'Ivry (25e division).

### Famille
Emmanuel Fleury èpouse Marie-Thérèse Naudin, également employée aux PTT et militante communiste, en 1932. Le couple a une fille, Denise, en 1933. Marie-Thérèse Fleury est déportée par le convoi des 31000 et meurt à Auschwitz en 1943.

## Publication
- La Remontée : documents et souvenirs sur les PTT parisiens dans la Résistance et la Renaissance de la France, préface de Benoît Frachon, Éditions sociales, Paris, 1969 [lire en ligne]

## Hommage
- Un square dans le 20e arrondissement de Paris, créé en 1973, porte son nom.